# Scandinavian Park
Scandinavian Park är ett köpcentrum inriktat på gränshandel på ca 130 000 m² i tyska Handewitt nära Flensburg, vid E45:an och cirka 5 kilometer från dansk-tyska gränsen vid Frøslev. Närheten till motorvägen gör att Scandinavian Park har samma serviceinrättningar som tyska bensinstationer längs med motorvägarna, till exempel bilverkstad, hotell, tvättanläggning för bilar, husbilar och lastbilar, olika restauranger, 400 parkeringsplatser för personbilar, bussar, husbilar och omkring 200 parkeringsplatser för lastbilar (gratis fram till klockan 18). Köpcentret vänder sig till skandinaviska kunder, främst danska och svenska.

## Butiker
- Scandinavian Park – 2500 m² stormarknad
- Mr. Scandis Funpark
- Mr. Scandis Carwash
- Mr. Scandis Truckwash
- meCafé
- Burger King
- Ellas
- Ibis budget hotel
- Spielstation
- SG-förköpsställe (handbollsbiljetter)
- team bensinstation, öppen dygnet runt
- Hein Gericke (MC-handlare)
- Fisherman's Partner (fiskeutrustning)
- Steak'n more (restaurang)
- Orion (erotikshop)
- Soundbox (bilstereo)
- Direkt Express Handewitt (Volkswagen-verkstad)
- f.on telekommunikation
- Viktech GmbH - arbetsförmedling

## Källförteckning
1. ↑  ”scandipark” (på danska). www.scandinavian-park.com. https://www.scandinavian-park.com/altersabfrage-swedisch?tx_h2layout_pi2%5Baction%5D=showPlugin&tx_h2layout_pi2%5Bcontroller%5D=Main&tx_h2layout_pi2%5BrequestUrl%5D=https%3A%2F%2Fwww.scandinavian-park.com%2Fom-scandipark&cHash=f2263add66461e4546bfc39ccb7dc153. Läst 1 juni 2024.